# Ancoracysta twista
Ancoracysta twista ist eine Flagellaten-Art, die im Jahr 2017 auf der Oberfläche einer Koralle in einem Meerwasseraquarium neu entdeckt und wissenschaftlich beschrieben wurde. Die Art steht taxonomisch völlig isoliert, ohne bisher bekannte nähere Verwandte, in einer als Diaphoretickes bezeichneten Großgruppe der Eukaryoten. Sie ist bemerkenswert durch das Genom ihrer Mitochondrien, das eine ungewöhnliche Anzahl funktionaler codierender Gene aufweist.

## Merkmale
Ancoracysta twista ist ein einzelliger Organismus mit einer Zelllänge von etwa 10 Mikrometer. Die Zelle ist in eine aus vier getrennten Lagen bestehende Theca genannte Hülle unbekannter Zusammensetzung eingeschlossen, die von einer amorphen Umhüllung (Glykokalyx) bedeckt wird. Die etwa eiförmigen Einzeller sind hoch beweglich und zu raschen Richtungsänderungen beim Schwimmen imstande. Angetrieben werden sie durch zwei, sehr unterschiedlich gestaltete, Flagellen. Am vorderen Zellende liegt eine lange, gerade vorstrecke Schleppgeißel, basal mit Flimmerhaaren (Mastigonema) besetzt, diese kann auf der dorsalen Seite der Zelle zurückgelegt werden. Die viel kürzere zweite Geißel trägt eine schmale Fahne, sie wird in einer auf der ventralen Seite liegenden Längsfurche bewegt, wobei die Fahnenseite zur Zelle hin weist. Die Zelle besitzt einen klar erkennbaren Zellmund oder Cytostom, von dem eine auffallend große Nahrungsvakuole abgeschnürt werden kann, die nahe dem Hinterende im Cytoplasma liegt. Charakteristisch und in dieser Form bei keinem anderen Protisten beobachtet ist ein besonderes zu den Extrusomen gehörendes Organell, das Ancoracyst benannt wurde. Es bildet eine Vakuole mit amphorenförmiger Basis, die sieben zylinderförmige Stränge enthält, die einen Zentralstrang umgeben. Auf die gestreifte Halsregion folgt ein deckelartiger Abschluss aus einer Platte mit sieben Sektoren. Der Ancoracyst wird nach außen hin entleert, er dient vermutlich beim Beutefang der Immobilisierung des Opfers. Die Mitochondrien von Ancoracysta besitzen lamellare Cristae.

## Biologie und Lebensweise
Da die Art in einem Meerwasseraquarium der kalifornischen Scripps Institution of Oceanography entdeckt wurde, ist ihr natürlicher Lebensraum bis heute unbekannt. Sie lebte dort auf der Oberfläche einer Hirnkoralle. Ancoracysta twista ernährt sich räuberisch, Beuteorganismus in der Kultur war der heterotrophe Nanoflagellat Procryptobia sorokini, der sich selbst von Bakterien ernährt. Eine Kultur von Ancoracysta selbst ausschließlich mit Bakterienzellen war nicht möglich.

## Phylogenie
Ancoracysta konnte anhand morphologischer Merkmale keiner bekannten Gruppe der Flagellaten zugeordnet werden. Auch eine phylogenomische Analyse, bei der homologe Gensequenzen zur Bestimmung der Verwandtschaft verglichen werden, ließ unerwarteterweise keine Zuordnung zu einer früher charakterisierten Gruppe zu. Dies galt vor allem bei Verwendung der, oft dazu herangezogenen, ribosomalen RNA. Erst eine aufwändigere Analyse, bei der das Transkriptom von 201 Proteinen herangezogen wurde, ergab eine auswertbare Position, die aber unsicher und je nach verwendeter Methodik nicht stabil war. Nach der Maximum-Likelihood-Methode ergab sich eine Position als Schwestergruppe der Haptophyta und der Centrohelida zusammengenommen. Nach einer (noch nicht peer-reviewten) späteren Analyse wäre auch ein Schwestergruppen-Verhältnis zu den Haptophyta allein denkbar. Sina Adl und Kollegen stellten die Gattung daher in ihrer neuen, 2018 veröffentlichten Phylogenie der Eukaryoten (mit Schwerpunkt Protisten) als mit unsicherer Stellung (incertae sedis) innerhalb der Großgruppe der Diaphoretickes.
Als besonders bemerkenswert erwies sich das eigenständige Genom der Mitochondrien von Ancoracysta. Es gilt als gesichert, dass diese Organellen auf die Aufnahme eines ursprünglich eigenständigen und frei lebenden, bakterien-ähnlichen Organismus durch die Zelle eines Ur-Eukaryoten (der vermutlich den Archaea angehörte) entstanden ist (Endosymbiontentheorie). Dabei hat der Organismus, der das Mitochondrium bildete, die meisten seiner ursprünglichen Gene dadurch verloren, dass diese, in Folge von Kopierfehlern, in das nukleare Genom übernommen wurden und später dem Mitochondrium verloren gingen. Organismen mit sehr genreichen Mitochondrien gelten daher als vermutlich recht basale Lebensformen, die nahe an der Wurzel des Stammbaums der Eukaryoten angeordnet sein müssten. Dieses Bild wurde nun durch die Entdeckung von Ancoracysta in Zweifel gezogen. Denn eine zweite, ebenfalls mit vielen mitochondrialen Genen versehene Gruppe, die zu den Excavata gehörenden Jakobida, sind weder mit Ancoracysta besonders nahe verwandt, noch stimmt die Ordnung der Gene im Detail besonders gut überein. Es wird daher nun eher angenommen, dass der Genverlust der Mitochondrien nicht einmal, sondern in vielen Verwandtschaftslinien unabhängig voneinander, mit verschiedener Abfolge und Geschwindigkeit, abgelaufen sein muss.